# مینامی-کو، ساپورو
می‌نامی-کو (به لاتین: Minami-ku) یک منطقهٔ مسکونی در ژاپن است که در ساپورو واقع شده‌است. می‌نامی-کو ۶۵۷٫۴۸ کیلومتر مربع مساحت و ۱۴۱٬۷۴۵ نفر جمعیت دارد.